# Comme un parfum de confession
Albums de Diane Dufresne
Détournement majeur
(1993) Diane Dufresne / Kurt Weill / Yannick Nézet-Séguin
(2005)
Comme un parfum de confession, également intitulé Diane Dufresne, est le onzième studio album de la chanteuse québécoise Diane Dufresne.

## Comme un parfum de confessionCD

### Liste des titres
| No  | Titre                                                | Paroles        | Musique             | Durée |
| --- | ---------------------------------------------------- | -------------- | ------------------- | ----- |
| 1.  | Il n'y a pas de hasard, il n'y a que des rendez-vous | Diane Dufresne | Alexis Weissenberg  | 2:54  |
| 2.  | Que                                                  | Diane Dufresne | Marie Bernard       | 4:50  |
| 3.  | Pour qu'il n'y ait plus de romantisme                | Diane Dufresne | Marie Bernard       | 4:59  |
| 4.  | Les fantôme de l'amour                               | Diane Dufresne | Marie Bernard       | 4:56  |
| 5.  | J'veillis                                            | Michel Jonasz  | Michel Jonasz       | 5:20  |
| 6.  | Le 304                                               | Diane Dufresne | André Gagnon        | 4:48  |
| 7.  | Réveillez-vous, j'peux pas dormir                    | Diane Dufresne | Jerry DeVilliers Jr | 2:50  |
| 8.  | I love you Soho                                      | Diane Dufresne | Alexis Weissenberg  | 2:21  |
| 9.  | Les papillons                                        | Pierre Grosz   | Alexis Weissenberg  | 3:34  |
| 10. | L'enfant de la lumière                               | Diane Dufresne | Marie Bernard       | 5:58  |

## Crédits
- Musiciens :
  - piano : Alexis Weissenberg, André Gagnon, Marie Bernard
  - Guitares : Jerry DeVillier Jr,
  - Basse : Philippe Chayeb
  - Violoncelles : Claude Lamothe,
  - Synthétiseurs : Scott Price
  - Batterie : Marc Hazon
- Prise de son instrumentale : Michael Delaney (assisté Daniel Sainte-Marie et Daniel Lagacé)
- Prise de son : Dominique Despin, Toby Gendron (assisté de Pierre Girard), Paul Pagé (assisté d'Isabelle Larin)
- Prise de son voix : Ian Terry
- Mixage : Toby Gendron (assisté d'Éric Ferron), Paul Pagé (assisté d'Isabelle Larin)
- Programmation additionnelle : Mario Bruneau
- Arrangements : Alexis Weissenberg, Jerry DeVilliers Jr, Claude Lamothe, Scott Price, André Gagnon, Marie Bernard
- Mastering : SNB, Bill Kipper
- Photos : Jean-François Bérubé
- Stylisme : Mario Davignon
- Coiffure : Pierre Lafontaine
- Graphisme : Jean-Charles Labarre
- Assistant Alexis Weissenberg : Louis Bernier
- Révision : Vincent Grégoire
- Coordination de project : Pierre Saint-Amand (POLYSCENES)
- Réalisation : Diane Dufresne
- Production : Gestion Son et Image, Amérylis